# Dialektologi
Dialektologi är den disciplin inom språkvetenskapen som behandlar dialekter. 

## Grundläggande termer
Dialektdrag är ett uttryck för de aspekter av en dialekt som skiljer denna från riksspråket eller en annan dialekt. För att studera utspridningen av dessa dialektdrag används gränsdragningar, som kallas isoglosser. Då isoglosserna för olika dialektdrag sällan överensstämmer fullständigt samlas de i gränsknippen, vilka därefter med hjälp av viktigare isoglosser skapar dialektområden.
Uppkomsten av olika dialekter orsakas av skilda utvecklingar av ett gemensamt språk i olika geografiska områden. Geografisk närhet och naturliga hinder av framfart bestämmer i vilken utsträckning närliggande dialekter skiljer sig åt. När en dialekt utvecklar ett drag som skiljer sig från dess ursprungsspråk, benämns detta som en novation. Dessa tillsammans med arkaismer, de drag som bibehållits från grundspråket, bildar en dialekt.

## Definition av dialekt
Ett grundläggande krav för en formell dialektforskning är en metod för att bedöma huruvida två språkformer är separata språk eller dialekter av samma grundspråk. En sådan metod är att granska språkformerna efter följande kriterier: gemensam förståelse, kulturtillhörigheter samt politisk status. Detta är dock delvis även en godtycklig process, då de olika kriterierna ofta talar emot varandra.
I de fall då talare av två olika språkformer inte utan stora problem kan förstå varandra talar detta för en definition av språkformerna som separata språk. Motsatt gäller även att gemensam förståelse bidrar till en definition av språkformerna som dialekter av samma grundspråk.
Det kulturella kriteriet hanterar till stor del den allmänna åsikten gällande språkformens status som språk eller dialekt. Man ser även till skriftspråket, då situationen gällande detta kan vara olik det talade språkets status. Ett exempel är de olika kinesiska huvuddialekterna, vilka delar ett gemensamt skriftspråk medan talare har stora svårigheter att förstå individer som tillhör andra dialekter. Det gemensamma skriftspråket leder till en allmän åsikt att de olika språkformerna är dialekter av ett gemensamt grundspråk.
Definitionen av språkformer som antingen dialekter eller separata språk kan även vara ett politiskt verktyg. Detta har utnyttjats bland annat i situationen med serbiska och kroatiska, där de politiska grupperna trots språkformernas likhet har valt att definiera dem som separata språk. Artificiella skillnader i skriftspråket tillsammans med det faktum att språkformerna använder olika alfabet har förstorat skillnaderna, i politiskt syfte.